# Дітер Аренд
Дітер Аренд (нім. Dieter Arend, 14 серпня 1914 — 20 століття) — німецький академічний веслувальник.
Олімпійський чемпіон 1936 року в складі розпашної двійки зі стерновим.